# Konsumtionsskatter
Konsumtionsskatter är de skatter som betalas i direkt anslutning till konsumtion. Exempel på konsumtionsskatter är moms och punktskatter på konsumtionsvaror. Konsumtionsskatter är indirekta skatter, det vill säga att de är inbakade i priset när konsumenten köper varan eller tjänsten. Konsumtionsskatter används ofta för att styra konsumtionen i en riktning som lagstiftaren anser önskvärd.